# ديفيد كولوزر
ديفيد كولوزر (بالإنجليزية: Dávid Kolozár)‏ (مواليد 3 أغسطس 1981) هو سبّاح من الولايات المتحدة، مثّل بلاده في الألعاب الأولمبية الصيفية 2004.

## روابط خارجية
ديفيد كولوزر على موقع الاتحاد الدولي للسباحة (الإنجليزية)
- ديفيد كولوزر على موقع أوليمبيديا (الإنجليزية)